# Gran Premio motociclistico d'Olanda 1998
Il Gran Premio motociclistico d'Olanda 1998 corso il 27 giugno, è stato il settimo Gran Premio della stagione 1998 e ha visto vincere: la Honda di Mick Doohan nella classe 500, Valentino Rossi nella classe 250 e Marco Melandri nella classe 125.

## Classe 500

### Arrivati al traguardo
| Pos | Nº | Pilota                   | Squadra                | Motocicletta | Giri | Tempo     | Griglia | Punti |
| --- | -- | ------------------------ | ---------------------- | ------------ | ---- | --------- | ------- | ----- |
| 1   | 1  | Mick Doohan              | Repsol Honda           | Honda        | 20   | 41:17.788 | 1       | 25    |
| 2   | 6  | Max Biaggi               | Marlboro Team Kanemoto | Honda        | 20   | +0.560    | 4       | 20    |
| 3   | 11 | Simon Crafar             | Red Bull Yamaha WCM    | Yamaha       | 20   | +1.151    | 2       | 16    |
| 4   | 9  | Alex Barros              | Honda Gresini          | Honda        | 20   | +5.151    | 6       | 13    |
| 5   | 8  | Carlos Checa             | MoviStar Honda Pons    | Honda        | 20   | +13.827   | 5       | 11    |
| 6   | 4  | Àlex Crivillé            | Repsol Honda           | Honda        | 20   | +21.256   | 9       | 10    |
| 7   | 3  | Nobuatsu Aoki            | Suzuki Grand Prix      | Suzuki       | 20   | +28.877   | 8       | 9     |
| 8   | 2  | Tadayuki Okada           | Repsol Honda           | Honda        | 20   | +33.544   | 11      | 8     |
| 9   | 55 | Régis Laconi             | Red Bull Yamaha WCM    | Yamaha       | 20   | +44.870   | 19      | 7     |
| 10  | 17 | Jurgen van den Goorbergh | Dee Cee Jeans Racing   | Honda        | 20   | +48.118   | 12      | 6     |
| 11  | 18 | Garry McCoy              | Shell Advance Racing   | Honda        | 20   | +1:11.257 | 16      | 5     |
| 12  | 10 | Kenny Roberts Jr         | Team Roberts           | Modenas KR3  | 20   | +1:30.137 | 14      | 4     |
| 13  | 23 | Matt Wait                | F.C.C. TSR             | Honda        | 20   | +1:39.885 | 21      | 3     |
| 14  | 88 | Scott Smart              | Millar Honda Britain   | Honda        | 20   | +2:49.856 | 22      | 2     |
| 15  | 26 | Bernard Garcia           | Tecmas Honda Elf       | Honda        | 20   | +3:02.687 | 20      | 1     |

### Ritirati
| Nº | Pilota               | Squadra              | Motocicletta | Giri | Griglia |
| -- | -------------------- | -------------------- | ------------ | ---- | ------- |
| 5  | Norick Abe           | Yamaha Team Rainey   | Yamaha       | 16   | 3       |
| 15 | Sete Gibernau        | Repsol Honda         | Honda        | 16   | 13      |
| 20 | Luca Cadalora        | Suzuki Grand Prix    | Suzuki       | 9    | 7       |
| 14 | Juan Bautista Borja  | Shell Advance Racing | Honda        | 9    | 17      |
| 16 | Jean-Philippe Ruggia | Muz Roc RennSport    | MuZ Weber    | 5    | 15      |

### Non partiti
| Nº | Pilota        | Squadra               | Motocicletta | Griglia |
| -- | ------------- | --------------------- | ------------ | ------- |
| 28 | Ralf Waldmann | Marlboro Team Roberts | Modenas KR3  | 10      |
| 19 | John Kocinski | MoviStar Honda Pons   | Honda        | 18      |

### Non qualificato
| Nº | Pilota        | Squadra          | Motocicletta |
| -- | ------------- | ---------------- | ------------ |
| 57 | Fabio Carpani | Polini Inoxmacel | Honda        |

## Classe 250

### Arrivati al traguardo
| Pos | Nº | Pilota              | Squadra                 | Motocicletta | Giri | Tempo     | Griglia | Punti |
| --- | -- | ------------------- | ----------------------- | ------------ | ---- | --------- | ------- | ----- |
| 1   | 46 | Valentino Rossi     | Nastro Azzurro Aprilia  | Aprilia      | 18   | 38:31.905 | 3       | 25    |
| 2   | 11 | Jürgen Fuchs        | Docshop Racing          | Aprilia      | 18   | +19.184   | 4       | 20    |
| 3   | 6  | Haruchika Aoki      | F.C.C. TSR              | Honda        | 18   | +19.516   | 5       | 16    |
| 4   | 8  | Luis d'Antín        | Antena 3 Yamaha         | Yamaha       | 18   | +21.682   | 22      | 13    |
| 5   | 5  | Tōru Ukawa          | Benetton Honda          | Honda        | 18   | +21.721   | 6       | 11    |
| 6   | 27 | Sebastián Porto     | PR2 Mitsubishi Elaion   | Aprilia      | 18   | +21.927   | 9       | 10    |
| 7   | 7  | Takeshi Tsujimura   | Semprucci Biesse-Gro    | Yamaha       | 18   | +22.084   | 11      | 9     |
| 8   | 24 | Jason Vincent       | Padgetts HRC Shop       | TSR-Honda    | 18   | +27.290   | 18      | 8     |
| 9   | 37 | Luca Boscoscuro     | Scuderia AGV Carrizosa  | TSR-Honda    | 18   | +33.444   | 16      | 7     |
| 10  | 44 | Roberto Rolfo       | Scuderia AGV Carrizosa  | TSR-Honda    | 18   | +37.467   | 12      | 6     |
| 11  | 12 | Noriyasu Numata     | Rizla Suzuki            | Suzuki       | 18   | +42.228   | 13      | 5     |
| 12  | 9  | Jeremy McWilliams   | QUB Team Optimum        | TSR-Honda    | 18   | +42.659   | 14      | 4     |
| 13  | 20 | William Costes      | Chesterfield Elf Tech 3 | Honda        | 18   | +50.841   | 17      | 3     |
| 14  | 47 | Ivan Clementi       | Edo Racing              | Yamaha       | 18   | +52.029   | 23      | 2     |
| 15  | 16 | Johan Stigefelt     | Rizla Suzuki            | Suzuki       | 18   | +53.759   | 21      | 1     |
| 16  | 25 | Yasumasa Hatakeyama | Penguin Racing          | ERP-Honda    | 18   | +1:08.503 | 20      |       |
| 17  | 14 | Davide Bulega       | OXS Matteoni            | ERP-Honda    | 18   | +1:08.716 | 19      |       |
| 18  | 76 | Jarno Janssen       | Dee Cee Jeans Racing    | Honda        | 18   | +1:21.462 | 25      |       |
| 19  | 75 | Maurice Bolwerk     | MRTT Team Bolwerk       | Honda        | 18   | +1:21.546 | 24      |       |
| 20  | 78 | Rudie Markink       | Johan Jong Brandbom     | Honda        | 18   | +1:44.511 | 26      |       |
| 21  | 77 | Andre Romein        | Racing Team Twello      | Honda        | 18   | +2:11.041 | 27      |       |

### Ritirati
| Nº | Pilota            | Squadra                   | Motocicletta | Giri | Griglia |
| -- | ----------------- | ------------------------- | ------------ | ---- | ------- |
| 17 | José Luis Cardoso | Antena 3 Yamaha           | Yamaha       | 12   | 15      |
| 65 | Loris Capirossi   | Aprilia Grand Prix Racing | Aprilia      | 9    | 1       |
| 31 | Tetsuya Harada    | Aprilia Grand Prix Racing | Aprilia      | 8    | 2       |
| 19 | Olivier Jacque    | Chesterfield Elf Tech 3   | Honda        | 4    | 7       |
| 4  | Stefano Perugini  | Castrol 250               | Honda        | 4    | 8       |

### Non partito
| Nº | Pilota         | Squadra    | Motocicletta | Griglia |
| -- | -------------- | ---------- | ------------ | ------- |
| 18 | Osamu Miyazaki | Edo Racing | Yamaha       | 10      |

### Non qualificati
| Nº | Pilota                | Squadra               | Motocicletta |
| -- | --------------------- | --------------------- | ------------ |
| 79 | Henk van den Lagemaat | Schoenkaper O.Z.      | Honda        |
| 41 | Federico Gartner      | PR2 Mitsubishi Elaion | Aprilia      |

## Classe 125

### Arrivati al traguardo
| Pos | Nº | Pilota                | Squadra                     | Motocicletta | Giri | Tempo     | Griglia | Punti |
| --- | -- | --------------------- | --------------------------- | ------------ | ---- | --------- | ------- | ----- |
| 1   | 13 | Marco Melandri        | Benetton Matteoni           | Honda        | 17   | 38:27.391 | 6       | 25    |
| 2   | 4  | Kazuto Sakata         | UGT 3000                    | Aprilia      | 17   | +0.028    | 1       | 20    |
| 3   | 3  | Tomomi Manako         | UGT - 3000                  | Honda        | 17   | +9.626    | 3       | 16    |
| 4   | 10 | Lucio Cecchinello     | Givi Honda LCR              | Honda        | 17   | +10.331   | 8       | 13    |
| 5   | 5  | Masaki Tokudome       | Docshop Racing              | Aprilia      | 17   | +10.410   | 2       | 11    |
| 6   | 32 | Mirko Giansanti       | OXS Matteoni                | Honda        | 17   | +10.425   | 4       | 10    |
| 7   | 15 | Roberto Locatelli     | Polini Inoxmacel            | Honda        | 17   | +10.700   | 7       | 9     |
| 8   | 9  | Frédéric Petit        | UGT 3000 - RMS              | Honda        | 17   | +11.417   | 12      | 8     |
| 9   | 22 | Steve Jenkner         | Marlboro Team ADAC          | Aprilia      | 17   | +14.678   | 10      | 7     |
| 10  | 20 | Masao Azuma           | Mac Motors Liegeois Comp.   | Honda        | 17   | +24.158   | 10      | 6     |
| 11  | 23 | Gino Borsoi           | Motoracing                  | Aprilia      | 17   | +25.011   | 14      | 5     |
| 12  | 41 | Yōichi Ui             | Yamaha Kurz Aral            | Yamaha       | 17   | +30.265   | 13      | 4     |
| 13  | 52 | Hiroyuki Kikuchi      | Givi Honda LCR              | Honda        | 17   | +30.369   | 15      | 3     |
| 14  | 26 | Ivan Goi              | Vasco Rossi Racing          | Aprilia      | 17   | +33.345   | 9       | 2     |
| 15  | 39 | Jaroslav Huleš        | UGT 3000                    | Honda        | 17   | +33.527   | 21      | 1     |
| 16  | 21 | Arnaud Vincent        | Scrab Competition           | Aprilia      | 17   | +33.742   | 11      |       |
| 17  | 29 | Ángel Nieto Jr        | Via Digital Team            | Aprilia      | 17   | +36.359   | 20      |       |
| 18  | 14 | Federico Cerroni      | Scuderia Alfa Nolan         | Aprilia      | 17   | +59.159   | 19      |       |
| 19  | 17 | Juan Enrique Maturana | Yamaha Kurz Aral            | Yamaha       | 17   | +1:02.676 | 23      |       |
| 20  | 59 | Jerónimo Vidal        | Valencia Aspar              | Aprilia      | 17   | +1:02.920 | 17      |       |
| 21  | 65 | Andrea Iommi          | Team Pileri                 | Honda        | 17   | +1:43.557 | 24      |       |
| 22  | 74 | Hans Koopman          | Ep Bos Electro Elburg       | EGA Honda    | 17   | +3:53.297 | 25      |       |
| 23  | 78 | Wilhelm van Leeuwen   | Luvro Ramaker Toyota Racing | Honda        | 16   | +1 giro   | 27      |       |
| 24  | 76 | Harold de Haan        | Le Coq Fight Racing         | Honda        | 16   | +1 giro   | 28      |       |

### Ritirati
| Nº | Pilota             | Squadra              | Motocicletta | Giri | Griglia |
| -- | ------------------ | -------------------- | ------------ | ---- | ------- |
| 62 | Yoshiaki Katō      | Semprucci Biesse-Gro | Yamaha       | 10   | 22      |
| 8  | Gianluigi Scalvini | Polini Inoxmacel     | Honda        | 9    | 16      |
| 16 | Christian Manna    | Semprucci Biesse-Gro | Yamaha       | 9    | 26      |
| 7  | Emilio Alzamora    | Via Digital Team     | Aprilia      | 0    | 18      |

### Non qualificati
| Nº | Pilota        | Squadra                    | Motocicletta |
| -- | ------------- | -------------------------- | ------------ |
| 77 | Ronnie Timmer | R.T.D. Doodeman Dakdekkers | Honda        |
| 75 | Wim Kroegman  | Team Kroegman              | Yamaha       |